# Рытвины Дамаск
Рытвины Дамаск (лат. и англ. Damascus Sulcus) — рытвины (рельеф из чередующихся борозд и кряжей) на поверхности луны Сатурна — Энцелада. Являются одной из четырёх «тигровых полос», через которые в окружающее пространство извергается лед, покоящийся в океане внутри спутника.

## География
Примерные координаты — 80°35′ ю. ш. 285°52′ з. д. / 80,59° ю. ш. 285,87° з. д.. Рытвины Дамаск находятся в южной полярной области Энцелада. На западе от них находятся рытвины Багдад.

## Геология
Максимальный размер структуры составляет 125 км. На севере рытвины формируются двумя разломами, которые образует форму английской буквы "V". Этот разлом, по-видимому, является одним из самых молодых деталей околополярной области спутника. Его глубина оценивается 500 метров, а ширина — 2 км. Высота окружающих стенок составляет примерно 100 метров, а ширина 2−4 км. Рытвины окружены отложениями крупнозернистого водяного льда (который выглядит бледно-зелёным на спектрозональных снимках, полученных объединением изображений в ультрафиолетовом, зелёном и ближнем инфракрасном диапазоне). Его наличие указывает на то, что область достаточно молода и ещё не покрыта мелкозернистым льдом из Е-кольца. Результаты спектрометрии в видимой и инфракрасной области показывают, что зеленоватый лёд в тигровых полосах отличается по составу от льда других участков поверхности Энцелада. Спектрометрическое обнаружение свежего кристаллического водяного льда в полосах говорит о молодости этих участков (моложе 1000 лет) или их недавней переплавке. Кроме того, в тигровых полосах были найдены простые органические соединения, больше нигде на поверхности до сих пор не обнаруженные.

## Эпоним
Данное образование было обнаружено на снимках, переданных космическим аппаратом «Кассини-Гюйгенс», и названо в честь Дамаска — города, фигурирующего в сборнике арабских сказок «Тысяча и одна ночь». Это название было утверждено Международным астрономическим союзом в 2006 году.

Объёмная модель рытвины Дамаск
Рытвина Дамаск, снимок космического аппарата «Кассини-Гюйгенс»